# Gustav von Nordenflycht
Gustav Freiherr von Nordenflycht (* 2. April 1885 in Konstantinopel; † 16. Juni 1932 in Berlin) war ein deutscher Ministerialbeamter und Manager.

## Leben

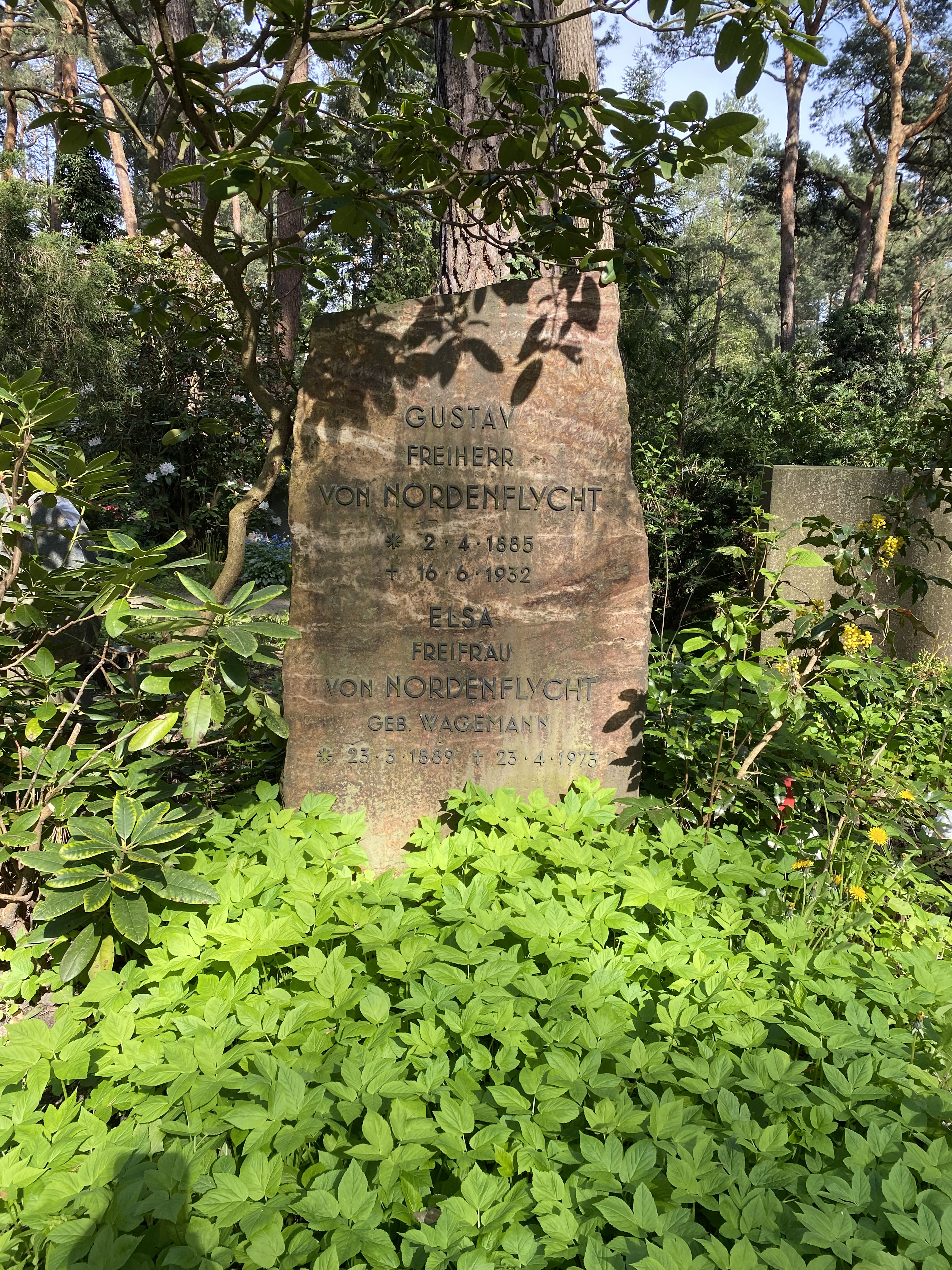
Grabstätte auf dem Waldfriedhof Dahlem

Nach dem Abitur am Joachimsthalschen Gymnasium in Berlin studierte Gustav von Nordenflycht an den Universitäten Genf, Göttingen und Berlin Rechtswissenschaften. 1905 wurde er Mitglied des Corps Saxonia Göttingen. 1907 legte er das Referendarexamen ab. Nach dem Referendariat in Königsberg und dem Regierungsassessorexamen war er beim Landrat in Geestemünde. Später war er Beamter im Kriegsernährungsamt und ab 1920 im Preußischen Finanzministeriums. Am Ersten Weltkrieg nahm er als Oberleutnant der Reserve teil. 1921 schied er aus dem Staatsdienst aus. Seit 1922 war gehörte er dem Vorstand der Deutschen Aktiengesellschaft für Landeskultur in Berlin an. Weiterhin wurde er 1923 Vorstandsmitglied der neu gegründeten Zuckerkreditbank AG in Berlin. Er war Vorsitzender des Aufsichtsrates der Brandenburger Lebensversicherungs-AG in Berlin, stellvertretender Aufsichtsratsvorsitzender der Oderbruch Zuckerfabrik AG in Thöringswerder und Aufsichtsratsmitglied der Brandenburger Allgemeinen Versicherungs-AG in Berlin.
Er war verheiratet mit Elsa geb. Wagemann (1889–1973). Seine letzte Ruhestätte fand er auf dem Waldfriedhof Dahlem (Abt. 6–30).

## Auszeichnungen
- Eisernes Kreuz II. und I. Klasse
- Militärverdienstkreuz (Österreich)